# Miguel Domingo Gonzales
Miguel Domingo Gonzales Vizcarra fue un político peruano. 
Fue elegido senador suplente por el departamento del Cusco entre 1913 y 1918. En 1919, cuando el presidente Augusto B. Leguía dio inicio a su oncenio, fue elegido senador por el departamento del Cusco para la Asamblea Nacional de ese año que tuvo por objeto emitir una nueva constitución, la Constitución de 1920. Luego se mantuvo como senador ordinario hasta 1930 durante todo el Oncenio de Leguía.